# Tepextitlán
Tepextitlán är en ort i Mexiko.   Den ligger i kommunen Zacualpan och delstaten Mexiko, i den södra delen av landet, 120 km sydväst om huvudstaden Mexico City. Tepextitlán ligger 1 510 meter över havet och antalet invånare är 383.
Terrängen runt Tepextitlán är kuperad åt nordväst, men åt sydost är den bergig. Runt Tepextitlán är det ganska glesbefolkat, med 50 invånare per kvadratkilometer. Närmaste större samhälle är Zacualpan, 11,8 km nordost om Tepextitlán. Omgivningarna runt Tepextitlán är en mosaik av jordbruksmark och naturlig växtlighet.